# Merritt A. Edson
Le général de division Merritt Austin Edson, né le 25 avril 1897 à Rutland, dans le Vermont, et mort le 14 août 1955 à Washington, D.C., surnommé « Red Mike », fut un général dans le Corps des Marines des États-Unis. Il a reçu plusieurs décorations, notamment la Médaille d'honneur, deux Navy Cross, la Silver Star et deux Legion of Merit. Il est mieux connu chez les Marines pour la défense de la crête Lunga lors de la bataille de Guadalcanal pendant la Seconde Guerre mondiale.
Il est nommé sous-lieutenant dans les Marines en octobre 1917 et sert en France et en Allemagne pendant la Première Guerre mondiale. Après la guerre, il a occupé différentes positions jusqu'à son entrée à l'école d'aviation en 1922. Après avoir gradué de l'école d'aviation, il effectue différentes missions en Amérique centrale et en Chine. C'est en Amérique centrale qu'il reçoit sa première Navy Cross ainsi qu'une médaille du mérite décernée par le Nicaragua.
Lors du déclenchement de la Seconde Guerre mondiale, Edson est alors commandant d'un bataillon de Marine Raiders et gagne sa deuxième Navy Cross à Tulagi. Son unité est envoyée au combat à Guadalcanal, Edson dirige ses hommes dans la bataille qui lui vaudra plus tard la Medal of Honor.
Après la Seconde Guerre mondiale, Edson occupe plusieurs postes de commandement jusqu'à sa retraite du Corps des Marines le 1er août 1947. Il occupe ensuite plusieurs emplois dont celui de directeur de la National Rifle Association. Il se suicide le 14 août 1955 et est inhumé au cimetière national d'Arlington.

## Jeunesse
Edson est né à Rutland dans le Vermont mais il grandit dans la ville de Chester également au Vermont. Après ses études secondaires il étudie à l'université du Vermont pendant deux ans. Le 27 juin 1916, il quitte l'université en tant que membre du premier régiment de la garde nationale du Vermont et il est envoyé à Eagle Pass au Texas afin de servir sur la frontière mexicaine. Il retourne à l'université en septembre 1916, mais il s'engage l'année suivante, le 26 juin, dans le Corps de réserve des Marines.

## Début de carrière
Il est nommé sous-lieutenant dans le Corps des Marines le 9 octobre 1917 et en septembre de l'année suivante il prend la mer vers la France avec le 11e régiment des Marines. Ce régiment ne participe à aucun combat, mais pendant les six derniers mois de sa tournée européenne, Edson commande la compagnie D du 15e bataillon des Marines, qui a été mise sur pied exclusivement pour assister à la tenue d'un plébiscite à Schleswig-Holstein en Allemagne. Cette mission n'a cependant jamais eu lieu, les États-Unis n'ayant pas ratifié le traité de Versailles.
Après la Première Guerre mondiale, Edson est nommé à différentes positions qui lui donneront les qualités requises pour occuper des postes de haut commandement qu'il obtiendra plus tard dans sa carrière. Il est promu lieutenant le 4 juin 1920 et passe deux ans à Marine Barracks, Quantico en Virginie en tant qu'adjudant au service des inscriptions de l'institut du Corps des Marines, après quoi il est envoyé brièvement en Louisiane pour surveiller la poste. Son intérêt pour l'aviation militaire le mène à appliquer pour une formation de vol à la base aéronavale de Pensacola en Floride, il y gagne ses ailes d'or et devient aviateur naval en 1922. Peu de temps après on lui ordonne de se rendre à la station aérienne de la Marine à Guam, où il apprend à connaître les îles Mariannes avec lesquelles son nom sera intimement lié plus tard.
Il est de retour aux États-Unis en 1925, il suit un cours approfondi sur les tactiques aériennes avancées à Kelly Fields au Texas, puis il étudie au Company Officers' Course à Quantico en Virginie. Il gradue avec le plus haut grade jamais atteint par un étudiant jusqu'alors. Cependant il doit abandonner son statut d'aviateur en 1927 pour des raisons d'ordre physique, il poursuit sa carrière comme officier terrestre. Il est assigné officier du service du matériel au chantier naval de Philadelphie.

## Amérique centrale et Chine
Il doit prendre la mer en 1927 en tant qu'officier commandant du détachement de la Marine sur l'USS Denver et il est promu au rang de capitaine le 21 décembre 1927. Pendant son service dans les eaux territoriales de l'Amérique centrale, son détachement est à terre au Nicaragua de février 1928 à 1929. Aux commandes de 160 Marines triés sur le volet et spécialement entraînés, il est impliqué dans douze combats contre les bandits dirigés par Sandino et les empêche d'utiliser les vallées Poteca et Coco River. Il reçoit sa première médaille Navy Cross pour ses actions dans lesquelles "son sang-froid, son intrépidité et son élan ont tellement inspiré ses hommes que les bandits, numériquement supérieurs, ont été chassés de leurs positions et ont subi de lourdes pertes." Il a également reçu d'un gouvernement nicaraguayen reconnaissant la médaille du mérite nicaraguayen.
En septembre 1929, il rentre aux États-Unis et est assigné comme instructeur de tactiques pour les lieutenants de Marine novices à The Basic School à Philadelphie. Son service terminé, il est assigné au service du War Plan Officer au dépôt de matériel de Philadelphie pour les quatre prochaines années.
Ce type de service n'est pas nouveau pour Edson puisqu'il a été associé de près au développement des armes légères avec le Corps des Marines. En 1921, il est membre de l'équipe de tir gagnante des Corps de Marine lors des concours nationaux à Camp Perry dans l'Ohio. En 1927, 1930 et 1931, il sert dans les équipes de fusil et de pistolet comme assistant-entraîneur. Pendant les concours régionaux de 1932 et 1933 il agit à titre d’entraîneur d'équipe et de capitaine respectivement. Lors de la reprise des concours nationaux en 1935, il est capitaine des équipes de fusil et de pistolet du Corps des Marines en 1935 et 1936 et il remporte les trophées nationaux les deux années.
Après quelques séjours à l'entrepôt des recrues du Corps des Marines à Parris Island et au quartier général du Corps des Marines à Washington D.C. il est enrôlé en 1936 dans le Senior Officers' Course au Marine Corps Schools à Quantico en Virginie. Il est promu au rang de chef de bataillon le 9 février 1936. Il est en service à l'étranger de 1937 à 1939 en tant qu'officier des opérations pour le 4e régiment des Marines à Shanghai en Chine, ce qui lui permet d'observer de près les opérations militaires japonaises.
Son deuxième séjour au quartier général du Corps des Marines débute en mai 1939, il est inspecteur de l'entrainement au tir, il est en position pour insister sur la nécessité pour chaque Marine qu'il devienne extrêmement habile avec son arme. Il est promu lieutenant-colonel le 1er avril 1940.

## Seconde Guerre mondiale

### Marine Raiders Regiment
En juin 1941, il est transféré une nouvelle fois à Quantico pour commander le 1er bataillon du 5e régiment des Marines qui est rebaptisé 1er bataillon indépendant en janvier 1942. Les exercices d'entrainement qu'il dirige dans les mois qui suivent avec les transports rapides de l'US Navy mènent à la création du 1er bataillon de Marine Raiders au début de 1942. Cette unité deviendra un modèle pour chacun des 3 autres bataillons de Marine Raiders qui seront créés au cours de la guerre, et qui formeront en mars 1943 le 1st Raider Regiment. Il est promu au rang de colonel le 21 mai 1942.

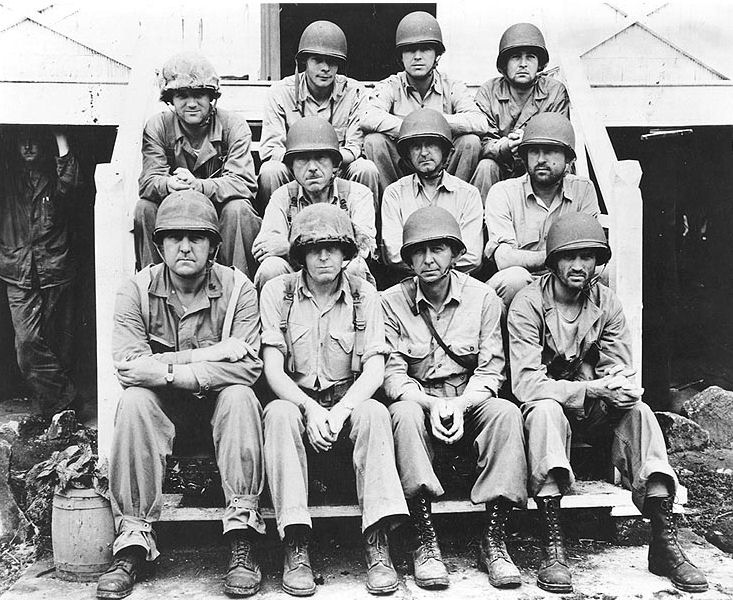
Lieutenant-colonel Edson (première rangée, deuxième à partir de la gauche) avec d'autres officiers des Marines à Tulagi, peu de temps après la bataille en août 1942.

Le colonel Edson fait son entrée dans le théâtre des opérations du Pacifique avec l'entrainement outre-mer de son bataillon Raider dans les Samoa américaines. Le 7 août 1942, son bataillon Raider ainsi que le 2e bataillon du 5e régiment des Marines débarquent à Tulagi dans les îles Salomon britanniques. Deux jours de durs combats permettent de prendre le contrôle de cette île stratégique lors de la bataille de Tulagi. Son bataillon est relocalisé à Guadalcanal d'où il effectue des raids sur les îles Savo et Tasimboko de Guadalcanal. Edson reçoit la Gold Star à la place d'une deuxième médaille Navy Cross pour ses opérations victorieuses sur Tulagi.

### Guadalcanal
C'est la défense de Lunga Ridge sur Guadalcanal du 13 au 14 septembre 1942 qui fera connaître plus tard Edson. Son bataillon Raider et deux compagnies du 1er bataillon de parachutistes sont envoyés le long d'une crête tout juste au sud d'Henderson Field. Ils étaient censés se reposer un peu à cet endroit, mais des troupes japonaises ont subitement attaqué la position le premier soir, pénétrant le côté gauche de sa ligne de défense et forçant un repli vers une position de réserve.
Environ 800 Marines résistent aux assauts répétés de plus de 2 500 japonais sur la "crête sanglante", c'est ainsi qu'elle est maintenant appelée. Pour les hommes du 1er bataillon de Raiders, qui subissent 256 pertes, elle s'appelle "la crête d'Edson", en l'honneur de l'officier "qui était partout encourageant, cajolant et corrigeant la situation en s'exposant continuellement au feu de l'ennemi". Son surnom, "Red Mike", origine de sa barbe rousse qu'il portait à l'époque du Nicaragua, c'était également son nom de code pendant cette bataille. Depuis ce jour il est connu par tous sous le nom de "Red Mike". C'est à l'occasion de ces actions, dénommées plus tard la bataille de la crête d'Edson, qu'il reçoit la Medal of Honor.
Après la bataille d'Edson, il devient commandant du 5e régiment des Marines. Cette fonction en fait un des premiers commandants des combats au fleuve Matanikau du 23 septembre au 9 octobre 1942. Il commande aussi le 5e régiment pendant la bataille d'Henderson Field et jusqu'à ce que le régiment quitte Guadalcanal avec le reste de la 1re division des Marines en novembre 1942. Peu de temps après un officier déclare "que les officiers et les hommes le suivraient n'importe où, le seul problème est d'arriver à se maintenir avec lui". Un correspondant de guerre témoigne "qu'il n'est pas un marine féroce, en réalité il est même un peu timide. Mais le colonel Edson est probablement parmi les 5 meilleurs commandants au combat de toutes les forces armées des États-Unis." On dit aussi de lui qu'il ne montre pas facilement ses émotions, mais lorsque son messager personnel fut tué au fleuve Matanikau à Guadalcanal, des témoins l'ont vu "pleurer comme un bébé" et il a affirmé plus tard que l'homme était irremplaçable.

### Haut commandement et autres batailles
En août 1943, il est nommé chef d'état-major de la 2e division des Marines, qui se prépare pour la bataille de Tarawa. Il prépare une évaluation de la situation pour cette opération qui se révélera étonnement précise, elle est devenue depuis un classique de la littérature militaire du Corps des Marines. Pour cette action, il reçoit la Legion of Merit et est promu au rang de général de brigade le 1er décembre 1943. Plus tard, il est nommé assistant au commandant de division de la 2e division des Marines et participe à la bataille de Saipan et la bataille de Tinian. On lui décerne la médaille Silver Star pour ces batailles.
Le général de brigade Edson devient chef d'état-major de la force navale du Pacifique et il reçoit, en octobre 1944, la médaille Gold Star à la place d'une deuxième Legion of Merit. Il passe 44 mois en service dans les zones de combat. Lorsqu'un jeune officier lui demande quand il espère être de retour aux États-Unis, Edson lui répond "Lorsque la guerre sera terminée, lorsque le travail sera terminé".

## Retraite

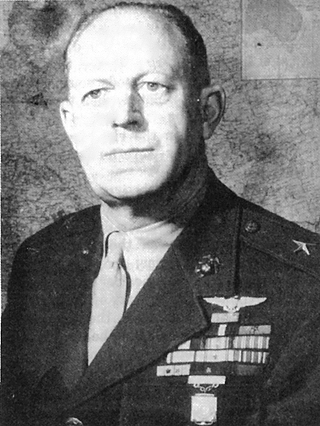
Le général de division Edson

En décembre 1945, il est nommé au bureau du chef des opérations navales et en février 1947, au quartier général du Corps des Marines. Il prend sa retraite du service actif à l'âge de 50 ans, après plus de 30 ans de service militaire pour son pays. Il est promu au grade de général de division au moment de sa retraite, le 1er août 1947.
À la suite de sa retraite du Corps des Marines, il devient premier commissaire divisionnaire de la police d'état du Vermont. Il organise la force de police en partie en suivant le modèle d'une vieille association d'officiers motorisés. Il en fait une organisation semi-militaire qui a depuis été adoptée par d'autres états.
À son retour de Washington D.C. en juillet 1951, il devient directeur exécutif de la National Rifle Association, ses efforts les plus importants à ce poste sont de stimuler l'intérêt des Américains pour l'adresse au tir. Parallèlement, il milite énergiquement pour un Corps des Marines de taille et de force adéquates pour ses multiples engagements.
Il meurt le 14 août 1955 à Washington D.C., il se suicide par empoisonnement au monoxyde de carbone dans le garage annexé à sa maison à Washington, alors qu'il est en poste au National Rifle Association. Au moment de son décès, en plus de ses tâches à la NRA, il est représentant naval au comité consultatif sur les problèmes du prisonnier de guerre. Ce groupe recommande le code de conduite du prisonnier de guerre américain qui sera plus tard adopté et publié en tant que Code de conduite pour tous les militaires américains.
Il est inhumé au cimetière national d'Arlington et sa tombe se trouve dans la section 2, lot 4960-2.

## Décorations
Selon photos de fin de carrière et historique des Marines :
| | | | |                                                                                       |                           |                           |                           | | | | |
| Bluebird-colored ribbon with five white stars in the form of an "M".                                                         | Bluebird-colored ribbon with five white stars in the form of an "M".                                                         | Bluebird-colored ribbon with five white stars in the form of an "M".                                                         | Bluebird-colored ribbon with five white stars in the form of an "M".                                                         | Gold star                                                                             | Gold star                 | Gold star                 | Gold star                 | | | | |
| Width-44 golden yellow ribbon with width-4 emerald green stripes at the edges and a central width-12 ultramarine blue stripe | Width-44 golden yellow ribbon with width-4 emerald green stripes at the edges and a central width-12 ultramarine blue stripe | Width-44 golden yellow ribbon with width-4 emerald green stripes at the edges and a central width-12 ultramarine blue stripe | Width-44 golden yellow ribbon with width-4 emerald green stripes at the edges and a central width-12 ultramarine blue stripe | Bronze star · Bronze star                                                             | Bronze star · Bronze star | Bronze star · Bronze star | Bronze star · Bronze star | | | | |
| Bronze star · Rainbow ribbon with violet at the outer edges and going down the spectrum to red in the center                 | Bronze star · Rainbow ribbon with violet at the outer edges and going down the spectrum to red in the center                 | Bronze star · Rainbow ribbon with violet at the outer edges and going down the spectrum to red in the center                 | Bronze star · Rainbow ribbon with violet at the outer edges and going down the spectrum to red in the center                 |                                                                                       |                           |                           |                           | Bronze star | Bronze star | Bronze star | Bronze star |
| Bronze star | Bronze star | Bronze star | Bronze star |                                                                                       |                           |                           |                           | Bronze star · Bronze star · Bronze star · Bronze star · Width-44 yellow ribbon with central width-4 Old Glory blue-white-scarlet stripe. At distance 6 from the edges are width-6 white-scarlet-white stripes. | Bronze star · Bronze star · Bronze star · Bronze star · Width-44 yellow ribbon with central width-4 Old Glory blue-white-scarlet stripe. At distance 6 from the edges are width-6 white-scarlet-white stripes. | Bronze star · Bronze star · Bronze star · Bronze star · Width-44 yellow ribbon with central width-4 Old Glory blue-white-scarlet stripe. At distance 6 from the edges are width-6 white-scarlet-white stripes. | Bronze star · Bronze star · Bronze star · Bronze star · Width-44 yellow ribbon with central width-4 Old Glory blue-white-scarlet stripe. At distance 6 from the edges are width-6 white-scarlet-white stripes. |
| | | | | Gold star · Width-44 crimson ribbon with a pair of width-2 white stripes on the edges |                           |                           |                           | | | | |

| Badge d'aviateur de la Marine                              |                                                            |                                                            |                                                            |                                  |                                  |                                  |                                  |                                              |                                              |                                              |                                              |
| Medal of Honor                                             | Medal of Honor                                             | Medal of Honor                                             | Medal of Honor                                             | Navy Cross (2)                   | Navy Cross (2)                   | Navy Cross (2)                   | Navy Cross (2)                   | Silver Star                                  | Silver Star                                  | Silver Star                                  | Silver Star                                  |
| Mexican Service Medal                                      | Mexican Service Medal                                      | Mexican Service Medal                                      | Mexican Service Medal                                      | Presidential Unit Citation (3)   | Presidential Unit Citation (3)   | Presidential Unit Citation (3)   | Presidential Unit Citation (3)   | Navy and Marine Corps Medal                  | Navy and Marine Corps Medal                  | Navy and Marine Corps Medal                  | Navy and Marine Corps Medal                  |
| World War I Victory Medal (États-Unis) avec Croix de Malte | World War I Victory Medal (États-Unis) avec Croix de Malte | World War I Victory Medal (États-Unis) avec Croix de Malte | World War I Victory Medal (États-Unis) avec Croix de Malte | Nicaraguan Campaign Medal (1933) | Nicaraguan Campaign Medal (1933) | Nicaraguan Campaign Medal (1933) | Nicaraguan Campaign Medal (1933) | China Service Medal (2)                      | China Service Medal (2)                      | China Service Medal (2)                      | China Service Medal (2)                      |
| American Defense Service Medal (2)                         | American Defense Service Medal (2)                         | American Defense Service Medal (2)                         | American Defense Service Medal (2)                         | American Campaign Medal          | American Campaign Medal          | American Campaign Medal          | American Campaign Medal          | Asiatic-Pacific Campaign Medal (5 campagnes) | Asiatic-Pacific Campaign Medal (5 campagnes) | Asiatic-Pacific Campaign Medal (5 campagnes) | Asiatic-Pacific Campaign Medal (5 campagnes) |
| World War II Victory Medal                                 | World War II Victory Medal                                 | World War II Victory Medal                                 | World War II Victory Medal                                 | Legion of Merit (2)              | Legion of Merit (2)              | Legion of Merit (2)              | Legion of Merit (2)              | Ordre du Service distingué                   | Ordre du Service distingué                   | Ordre du Service distingué                   | Ordre du Service distingué                   |
| Non représentée :                                          |                                                            |                                                            |                                                            |                                  |                                  |                                  |                                  |                                              |                                              |                                              |                                              |
| Nicaraguan Medal of Merit                                  |                                                            |                                                            |                                                            |                                  |                                  |                                  |                                  |                                              |                                              |                                              |                                              |